# Bombyliidae
Bombylidae · Bombyliidé
Famille
Sous-familles de rang inférieur
- Anthracinae
- Antoniinae
- Bombyliinae
- Cythereinae
- Ecliminae
- Heterotropinae
- Lomatiinae
- Phthiriinae
- Tomomyzinae
- Toxophorinae
- Usiinae

Bombyliidae (les bombyliidés) est une famille d'insectes diptères brachycères asilomorphes.

## Caractéristiques
Cette famille regroupe des mouches très poilues qui semblent recouvertes de fourrure. Certaines espèces (comme celles du genre Bombylius) possèdent une trompe allongée qui leur permet de pomper le nectar en vol stationnaire.

## Systématique
Cette famille comprend entre autres les genres et espèces :
- Anthrax : Anthrax anthrax
- Bombylius : Bombylius major
- Heterostylum : Heterostylum robustum
- Poecilanthrax : Poecilanthrax willistoni

## Liste des sous-familles et genres
Selon ITIS :
- sous-famille Anthracinae
- sous-famille Bombyliinae
- sous-famille Cythereinae
- sous-famille Desmatomyiinae
- sous-famille Ecliminae
- sous-famille Geroninae
- sous-famille Heterotropinae
- sous-famille Homoeophthalmae
- sous-famille Lomatiinae
- sous-famille Mythicomyiinae
- sous-famille Phthiriinae
- sous-famille Systropinae
- sous-famille Tomomyzinae
- sous-famille Toxophorinae
- sous-famille Usiinae
- genre Acreophthiria
- genre Apsilocephala
- genre Caenotoides
- genre Cladella
- genre Euryphthiria
- genre Inyo
- genre Nexus
- genre Relictiphthiria
- genre Tmemophlebia